# Americus V. Rice
Americus Vespucius Rice, född 18 november 1835 i Perrysville, Ohio, död 4 april 1904 i Washington, D.C., var en amerikansk demokratisk politiker och militär. Han var ledamot av USA:s representanthus 1875–1879.
Rice studerade först vid Antioch College och utexaminerades slutligen från Union College. I amerikanska inbördeskriget tjänstgjorde han i nordstatsarmén och befordrades till brigadgeneral. År 1875 efterträdde han Charles N. Lamison som kongressledamot och efterträddes 1879 av Benjamin Le Fevre. Rice avled 1904 och gravsattes på Arlingtonkyrkogården.